# Graziella Melchior
Pour les articles homonymes, voir Melchior.
Graziella Melchior, née le 6 avril 1960 à Brest (Finistère), est une femme politique française.
Membre de La République en marche, elle est élue députée dans la cinquième circonscription du Finistère lors des élections législatives de 2017 et réélue en 2022 et 2024.

## Biographie

### Origines et formation
Née en 1960 à Brest, Graziella Melchior y grandit jusqu’à ses 20 ans.
Diplômée de Sup de Co Brest, elle travaille pendant 15 ans pour différentes entreprises et coopératives au gré des mutations de son mari, notamment en Bretagne et en Italie,. En 1996, elle s'installe à Lesneven où elle s’investit dans plusieurs associations (culturelle, sportive, éducative…). Après avoir obtenu l’agrégation en économie-gestion commerciale, elle devient enseignante en économie à l'Institut universitaire de technologie de Brest.

### Carrière politique
Candidate LREM dans la cinquième circonscription du Finistère lors des élections législatives de 2017, elle remporte le second tour avec 53,89 % des voix contre Patrick Leclerc, le maire LR-UDI de Landerneau ; la députée socialiste sortante, Chantal Guittet, ayant été éliminée dès le premier tour. Il s'agit de son premier mandat électoral.
Elle est co-rapporteure de la mission d’information sur l’évaluation de la loi de 2016 sur la lutte contre le gaspillage alimentaire et rapporteure pour avis de la loi relative à la lutte contre le gaspillage et à l'économie circulaire en 2019-2020.
Le 19 juin 2022, elle est réélue face à son adversaire Nathalie Sarrabezolles (NUPES), ancienne présidente du département du Finistère, avec 54,58% des voix.
Elle devient membre de la commission des affaires culturelles, de l'éducation et du sport à l'Assemblée Nationale. 